# Église Saint-Pierre de Béligneux
Pour les articles homonymes, voir Église Saint-Pierre.
L'église Saint-Pierre de Béligneux est une église originellement du XIIe siècle qui fut entièrement remaniée au XIXe siècle de 1817 (construction de la chapelle Saint-Pierre) à 1898 (nouveau clocher). Elle est située à Béligneux dans le département de l'Ain.
Affectée au culte catholique, elle dépend du groupement paroissial de Montluel, au sein du diocèse de Belley-Ars dans l'archidiocèse de Lyon.

## Présentation

### Historique
La mention la plus ancienne d'une église située à cet emplacement date de 1220. L'édifice était alors de style roman et comportait un clocher bas et une tour ronde. Cet édifice était déjà dédié à saint Pierre. Au début du XIXe siècle, l'église est non seulement petite mais semble être prête à s'écrouler. L'historique des transformations successives est le suivant :
- 1817 : construction de la chapelle Sud dite chapelle Saint-Pierre ;
- 1836 : construction de la chapelle Nord dite chapelle de la Vierge ;
- 1846 : réfection du clocher ;
- 1850 : agrandissement de la  chapelle Sud (chapelle Saint-Pierre) ;
- 1879 : réfection du chœur et de sacristie (architecte : Dominique Girard, Lyon) ;
- 1891 : réalisation du narthex ;
- 1898 : nouveau clocher.

### Description
L'église est de style néogothique. Elle est construite en pierre blanche de Villebois. Elle est conçue autour d'une nef centrale et munie de deux chapelles latérales (Nord et Sud) . Son clocher à huit pans s'élève à 40 mètres. Plusieurs statues ornent l'intérieur dont une de Jean-Marie Vianney et une autre de Pierre Chanel. Le clocher inclut deux cloches :
- la première de 543 livres date de 1813 ;
- la seconde de 715 kg date de 1843.